# Ptilophorus fallax
Ptilophorus fallax is een keversoort uit de familie waaierkevers (Rhipiphoridae). De wetenschappelijke naam van de soort is voor het eerst geldig gepubliceerd in 1973 door Yablokov-Khuzoryan.